# Cantó de Bonnières-sur-Seine
El cantó de Bonnières-sur-Seine és un cantó francès del departament d'Yvelines, a la regió d'Illa de França. Està inclòs en el districte de Mantes-la-Jolie. Des de 2015 té 70 municipis i el cap cantonal és Bonnières-sur-Seine.

## Municipis
- Adainville
- Arnouville-lès-Mantes
- Auffreville-Brasseuil
- Bazainville
- Bennecourt
- Blaru
- Boinville-en-Mantois
- Boinvilliers
- Boissets
- Boissy-Mauvoisin
- Bonnières-sur-Seine
- Bourdonné
- Breuil-Bois-Robert
- Bréval
- Chaufour-lès-Bonnières
- Civry-la-Forêt
- Condé-sur-Vesgre
- Courgent
- Cravent
- Dammartin-en-Serve
- Dannemarie
- Favrieux
- Flacourt
- Flins-Neuve-Église
- Fontenay-Mauvoisin
- Freneuse
- Gommecourt
- Goussonville
- Grandchamp
- Gressey
- Guerville
- Hargeville
- La Hauteville
- Houdan
- Jeufosse
- Jouy-Mauvoisin
- Jumeauville
- Limetz-Villez
- Lommoye
- Longnes
- Maulette
- Ménerville
- Méricourt
- Moisson
- Mondreville
- Montchauvet
- Mousseaux-sur-Seine
- Mulcent
- Neauphlette
- Orgerus
- Orvilliers
- Osmoy
- Perdreauville
- Port-Villez
- Prunay-le-Temple
- Richebourg
- Rolleboise
- Rosay
- Saint-Illiers-la-Ville
- Saint-Illiers-le-Bois
- Saint-Martin-des-Champs
- Septeuil
- Soindres
- Tacoignières
- Le Tartre-Gaudran
- Le Tertre-Saint-Denis
- Tilly
- Vert
- La Villeneuve-en-Chevrie
- Villette

## Història
| Data d'elecció                           | Identitat        | Partit                     | Qualitat |
| ---------------------------------------- | ---------------- | -------------------------- | -------- |
| 1945-1968                                | Mme Lengagne     | UNR, després divers droite |          |
| 1968-2001                                | Octave Saubobert | CD, després UDF-CDS        |          |
| 2001-                                    | Didier Jouy      | Divers droite, després UMP |          |
| les dades anteriors no són pas conegudes |                  |                            |          |
|                                          |                  |                            |          |